# Katastrofa przemysłowa

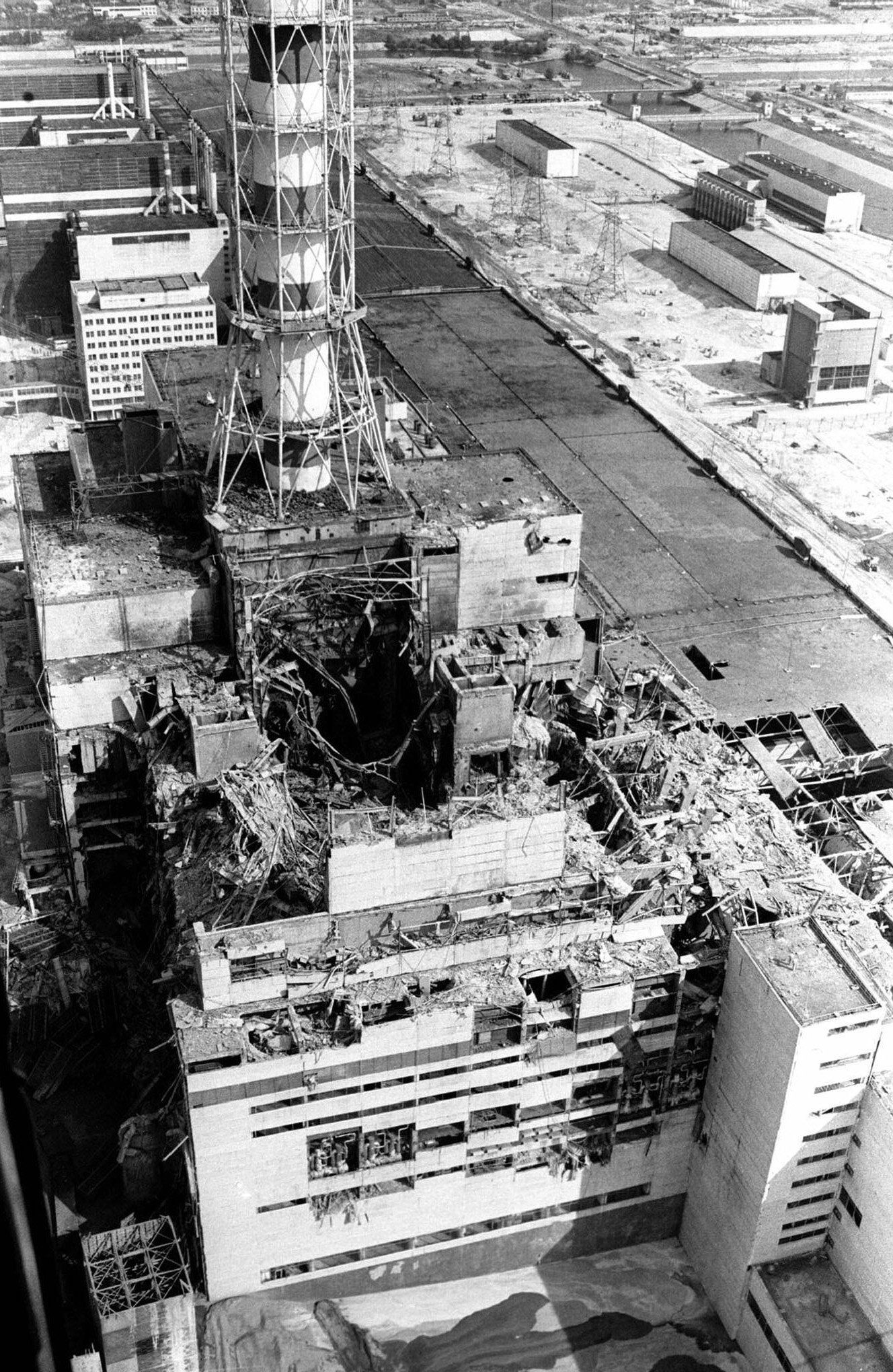
Skutki katastrofy przemysłowej (katastrofa w Czarnobylskiej Elektrowni Jądrowej)

Katastrofa przemysłowa (awaria przemysłowa) – katastrofa spowodowana przez zakłady przemysłowe. Z tego typu katastrofą wiążą się wybuchy, pożary i skażenia, które wyrządzają dotkliwe straty sanitarne i ekologiczne oraz szkody materialne.

## Przykłady katastrof przemysłowych
- 22 lutego 1972 – wybuch dekstryn i pożar w budynku Oddziału Produkcji Dekstryn należącego do Wielkopolskiego Przedsiębiorstwa Przemysłu Ziemniaczanego w Luboniu (koło Poznania)[2][3].
- 1 czerwca 1974 – awaria w zakładach chemicznych Nypro Ltd. we Flixborough (niedaleko od Scunthorpe, Wielka Brytania), produkujących głównie kaprolaktam – surowiec do wytwarzania nylonu.
- 10 lipca 1976 – katastrofa w Seveso[4] (Włochy) w zakładach ICMESA, znajdujących się w Meda, na przedmieściu Seveso (20 km od Mediolanu) w których produkowano 2,3,5-trichlorofenol (TCP). Przy wyłączonym reaktorze nastąpiła gwałtowna reakcja, otworzenie się zaworu bezpieczeństwa i emisja około 2 ton substancji chemicznych, w tym ok. 2 kg 2,3,7,8-tetrachlorodibenzoparadioksyny (TCDD) – niezwykle toksycznej substancji.
- 3 grudnia 1984 – katastrofa w Bhopalu[4] (Indie) w zakładach Union Carbide(inne języki), z których uwolnił się silnie toksyczny izocyjanian metylu.
- 26 kwietnia 1986 – wybuch w reaktorze w elektrowni jądrowej w Czarnobylu[4] (Związek Radziecki).
- 1 listopada 1986 – awaria w zakładach chemicznych Sandoz (Szwajcaria) skutkująca zatruciem Renu związkami fosforu i rtęci na całej długości rzeki[5][4].
- 13 maja 2000 – wybuch w fabryce fajerwerków w Enschede w Holandii spowodował śmierć 23 osób.
- 21 września 2001 – wybuch w zakładach chemicznych AZF(inne języki) w Tuluzie spowodował śmierć 29 osób i ciężko ranił 2,5 tys. osób.